# Briceva
Briceva – wieś w Mołdawii, w rejonie Dondușeni, w gminie Tîrnova, w pobliżu Dniestru. W 2004 roku liczyła 305 mieszkańców.

## Historia
Miejscowość została założona w 1836 roku jako żydowska kolonia rolnicza przez 35 rodzin z Podola na 308 hektarach (około 760 akrów) ziemi nabytych przez kolonistów (kolejne 66 rodzin było bez ziemi). W 1878 roku istniało 36 gospodarstw. W 1897 roku wieś liczyła 1664 mieszkańców, z czego 1598 (96%) było Żydami. Ogółem w 1899 roku było 301 rodzin (1510 osób), w tym 83 osoby posiadały ziemię (średnio około 9,5 akrów na rodzinę) oraz 1244 owiec i kóz.
W 1922 roku w wyniku rumuńskiej reformy rolnej 72 rolników otrzymało od państwa 216 hektarów (533 akrów). W 1924 roku 176 rodzin żydowskich posiadało grunty o powierzchni 1134 hektarów (ok. 2800 akrów). W 1930 roku było w miejscowości 2431 Żydów (88,9% całej populacji). W latach 1918–1940 i 1941–1944 wieś znajdowała się w granicach Rumunii.
Po wybuchu II wojny światowej część ludności żydowska uciekła z Związku Radzieckiego, pozostali natomiast zostali wywiezieni do Naddniestrza. Po zakończeniu wojny powróciło do Bricevy kilkadziesiąt ocalałych rodzin, ale żadna na stałe.